# Norditaliensk grottsalamander
Norditaliensk grottsalamander  (Speleomantes strinatii)  är ett stjärtgroddjur i familjen lunglösa salamandrar. Arten kallas även Hydromantes strinatii.

## Utseende
Arten påminner starkt om italiensk grottsalamander, som den också är nära släkt med (den räknades tidigare till denna art). Teckningen är mycket variabel; arten är ljusbrun till svart på ryggsidan, som oftast är fläckig, strimmig eller spräcklig i avvikande färger, som röd, gul, gulbrun, grå och/eller grön. Buksidan är vanligtvis mörk. Salamandern har långa ben. Vuxna hanar har en kindkörtel på varje sida av huvudet. Hanen kan bli upp till 11,5 cm lång, honan 12,5 cm.

## Utbredning
Den norditalienska grottsalamandern finns i sydöstra Frankrike och nordvästra Italien.

## Vanor
Även om arten inte är beroende av vatten och överlever torrperioder genom att gräva ner sig, uppträder den i närheten av bäckar och liknande vattensamlingar, i fuktiga grottor och i klippspringor i bergsområden på mellan 80 och 2 400 meters höjd. De få äggen läggs på land och ger upphov till fullbildade individer som inte genomgår någon förvandling. Som andra grottsalamandrar har den hudkörtlar som vid fara kan avsöndra ett giftigt slem. Födomässigt är arten inte särskilt specialiserad utan tar flera olika ryggradslösa djur. I fångenskap har den levt i 6 år, även om data från återinsamlade djur tyder på att den kan bli mer än 17 år gammal.
Som alla salamandrar i familjen saknar den lungor, och andas i stället med huden och svalget, som har blodkärlsrika fåror för att underlätta syreupptaget.

### Fortplantning
Precis som hos övriga grottsalamandrar sker parningen på land, vanligen på hösten, i en kontakt kloak mot kloak. Honan lägger ett fåtal ägg som hon gömmer under löv, i klippspringor och dylikt. Det förefaller som om honan bevakar äggen, som kläcks efter 10 månader (vid 12 ºC) varvid fullt utvecklade salamandrar kommer ut. Könsmognad uppnås efter 3 till 4 år.

## Status
Den norditalienska grottsalamandern är missgynnad ("NT") främst på grund av den begränsade populationen, men beståndet är stabilt och är inte utsatt för några egentliga hot annat än en lokal, begränsad biotopminskning och viss illegal insamling.